# Ahasverus von Brandt
Ahasverus von Brandt (* Oktober 1580; † 1. März 1654) war ein preußischer Staatsmann.

## Leben

### Familie
Brandt war ein Sohn von Hans von Brandt auf Ludwigsdorf und Anna, geborene von Rosenhagen aus dem Hause Schönfeld, verwitwete Christoph von Schöneich, die  1605 Hofmeisterin war und erneut verwitwete, mit Ludwig von Karioth auf Korben eine dritte Ehe einging. Er war Erbherr auf den preußischen Gütern, Regitten, Ludwigsdorf, Jäschkendorf, Arnau und Köwe. Er war mit Helena von Pröck aus dem Hause Saalau-Regitten (1594–1647) vermählt. Mit ihr hatte er den Sohn Achatius von Brandt, Herr auf Regitten, Rossen, Sonnenstuhl, Gerlachsdorf und Hammersdorf, preußischer Oberstleutnant und Kammerherr. Die Tochter Katarina (1634–1651) war mit dem Hofrat Hans Dietrich von Tettau verheiratet.

### Werdegang
Brandt wurde 1619 Landrat und Hauptmann zu Sehesten. 1621 war er Hauptmann zu Tapiau. Er avancierte 1632 Obermarschall im Herzogtum Preußen sowie am 1. Juni 1641 zum Oberrat und Regimentsrat ebd.
Der Dichter Simon Dach verfasste für Ahasverus von Brandt 1654 ein Totengedicht.